# Stazione meteorologica di Nova Siri
La stazione meteorologica di Nova Siri è la stazione meteorologica di riferimento relativa all'area pianeggiante sud-orientale del territorio comunale di Nova Siri.

## Coordinate geografiche
La stazione meteorologica è situata nell'Italia meridionale, in Basilicata, in provincia di Matera, nel comune di Nova Siri, a 2 metri s.l.m. e alle coordinate geografiche 40°08′N 16°38′E.

## Dati climatologici
Secondo i dati medi del trentennio 1961-1990, la temperatura media del mese più freddo, gennaio, si attesta a +9,4 °C, mentre quella del mese più caldo, agosto, è di +26,7 °C .
| Nova Siri          | Mesi | Mesi | Mesi | Mesi | Mesi | Mesi | Mesi | Mesi | Mesi | Mesi | Mesi | Mesi | Stagioni | Stagioni | Stagioni | Stagioni | Anno |
| Nova Siri          | Gen  | Feb  | Mar  | Apr  | Mag  | Giu  | Lug  | Ago  | Set  | Ott  | Nov  | Dic  | Inv      | Pri      | Est      | Aut      | Anno |
| ------------------ | ---- | ---- | ---- | ---- | ---- | ---- | ---- | ---- | ---- | ---- | ---- | ---- | -------- | -------- | -------- | -------- | ---- |
| T. max. media (°C) | 13,4 | 14,3 | 16,4 | 19,5 | 24,2 | 29,7 | 32,9 | 32,8 | 29,1 | 23,6 | 18,8 | 15,6 | 14,4     | 20,0     | 31,8     | 23,8     | 22,5 |
| T. min. media (°C) | 5,5  | 5,6  | 7,3  | 9,5  | 13,1 | 17,7 | 20,4 | 20,5 | 17,5 | 13,6 | 10,2 | 7,4  | 6,2      | 10,0     | 19,5     | 13,8     | 12,4 |